# 全日本乒乓球锦标赛
全日本乒乓球錦標賽（日语：全日本卓球選手権大会）是由日本乒乓球協會於每年1月在東京都東京體育館舉辦的日本最高級別的乒乓球賽事。賽事分為成人組（一般の部）、青少年組（ジュニアの部）、學員組（カデットの部）、希望組（ホープスの部）、幼童組（カブの部）、斑比組（バンビの部）、大師組（マスターズの部）和團體組（団体の部）等組別；其中部分組別會另行組織比賽。其中成人組男子賽事自1948年度後被稱為“天皇杯”；而成人組女子賽事則在1951年度後被稱為“皇后杯”。

## 賽事簡介
全日本乒乓球錦標賽是由日本乒乓球協會主辦的日本最高級別乒乓球賽事，賽事將決出當年日本最好的乒乓球選手。全日本乒乓球錦標賽於1935年舉辦了首屆比賽；但是官方承認的第一屆賽事是在1936年。除了成人組和青少年組（高中年齡段）會同期舉行外，希望組（小學5年級到6年級段）、幼童組（小學3年級到4年級段）、斑比組（小學1年級到2年級段）、學員組（初中1年級到2年級段）、大師組（30歲以上年齡段）和團體組會在其他時期另行舉辦賽事。

## 外部連接
- 官方网站（日語）
- 全日本乒乓球錦標賽 （页面存档备份，存于）在國際乒聯上的介紹（英文）（简体中文）